# Habropogon lineatus
Habropogon lineatus är en tvåvingeart som beskrevs av Pavel Lehr 1960. Habropogon lineatus ingår i släktet Habropogon och familjen rovflugor. Inga underarter finns listade i Catalogue of Life.